# Surcea
Surcea (węg. Szörcse) – wieś w Rumunii, w okręgu Covasna, w gminie Zăbala. W 2011 roku liczyła 605 mieszkańców.